# Sertularella gigantea
Sertularella gigantea is een hydroïdpoliep uit de familie Sertulariidae. De poliep komt uit het geslacht Sertularella. Sertularella gigantea werd in 1874 voor het eerst wetenschappelijk beschreven door Hincks. 